# Virgil (Kansas)
Pour les articles homonymes, voir Virgil.
Virgil est une ville américaine située dans le comté de Greenwood, au Kansas. Selon le recensement de 2010, sa population est de 71 habitants.